# كولاب (فريدون شهر)
كولاب (بالفارسية: کولاب) هي قرية تقع في قسم بشتكوة موغوئي الريفي في إيران. يقدر عدد سكانها بـ 47 نسمة بحسب إحصاء 2016.